# William H. McLellan

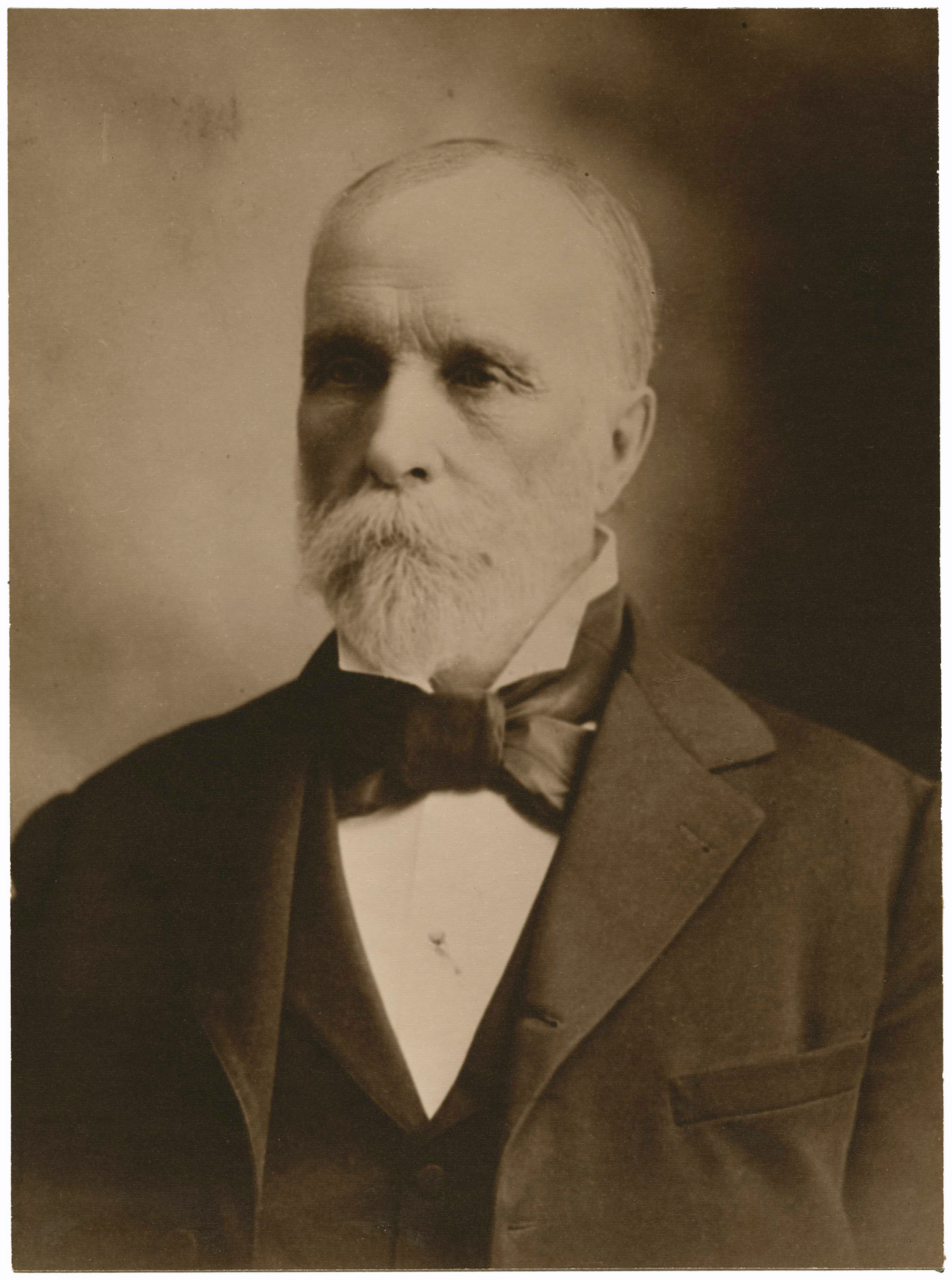
William H. McLellan (1879)

William H. McLellan (* 25. November 1832 in Skowhegan, Maine; † 25. März 1912 in Belfast, Maine) war ein US-amerikanischer Anwalt und Politiker, der im Jahr 1879 Maine Attorney General war.

## Leben
William Henry McLellan wurde 1832 in Skowhegan, Maine als Sohn von William H. Mclellan (1803–1879) und Roxana Woodside (1806–1874) geboren.
McLellan gehörte im Jahr 1872 dem Senat von Maine an, war im Jahr 1879 Attorney General von Maine und kandidierte als Mitglied der Demokratischen Partei im Jahr 1879 um einen Sitz im Kongress der Vereinigten Staaten.
Er heiratete  Angeline Nickels (1840–1906), sie hatten fünf Kinder. William H. McLellan starb am  25. März 1912. Sein Grab befindet sich auf dem Grove Cemetery in Belfast.